# Генерал Мариново
Генера̀л Марѝново е село в Северозападна България. То се намира в община Видин, област Видин. До 14.08.1934 г. се е наричало Мусумане.

## География
Генерал Мариново е село в Северозападна България. То се намира в община Видин, област Видин, на 10 км от центъра на града.

## История
Селото носи името на българския военен деец генерал-майор Кръстю Маринов, командир на 30-и Шейновски полк по време на Сръбско-българската война; началник на 6-а дивизионна област – Видин по време на Балканската война и комендант на Видин по време на Междусъюзническата война. В негова чест през август 1934 година видинското село Мусумане е преименувано на Генерал Мариново.

## Население
Преброяване на населението през 2011 г.
Численост и дял на етническите групи според преброяването на населението през 2011 г.:
|                     | Численост | Дял (в %) |
| Общо                | 159       | 100,00    |
| Българи             | 157       | 98,74     |
| Турци               | 0         | 0,00      |
| Цигани              | 0         | 0,00      |
| Други               | 0         | 0,00      |
| Не се самоопределят | 0         | 0,00      |
| Неотговорили        | 2         | 1,25      |

## Културни и природни забележителности
Наблизо до селото се намира местността Св. Петър, която е придимно от гори и има няколко пещери, за които се носят легенди, че има съкровищя в тях. Една от тях е т.нар. „Музикалната Пещера“, за която се носи свдение, че при падането на Видинското царство под османска власт Цар Иван Срацимир скрил царското съкровище в тази пещера.
Освен това се говори, че пещерата има три изхода, единия, който е в България, един в Сърбия и един в Румъния.
Пещерата носи името си от това, че водата, която капе от сводовете, издава звуци подобно на музикална кутия.
Района на селото има благорпиятен климат и релеф за развитието на лозарството. Открай време, преди 09.09.1944 г., гражданите от Видин са имали летни вили с лозя в землището на селото, а понастоящем са създадени два големи лозарски масива, които добиват суровина за избата в съседното село Рупци.

## Други
Кметски наместник на селото от 2024г.е Станка Станкова . 